# 750 Seventh Avenue

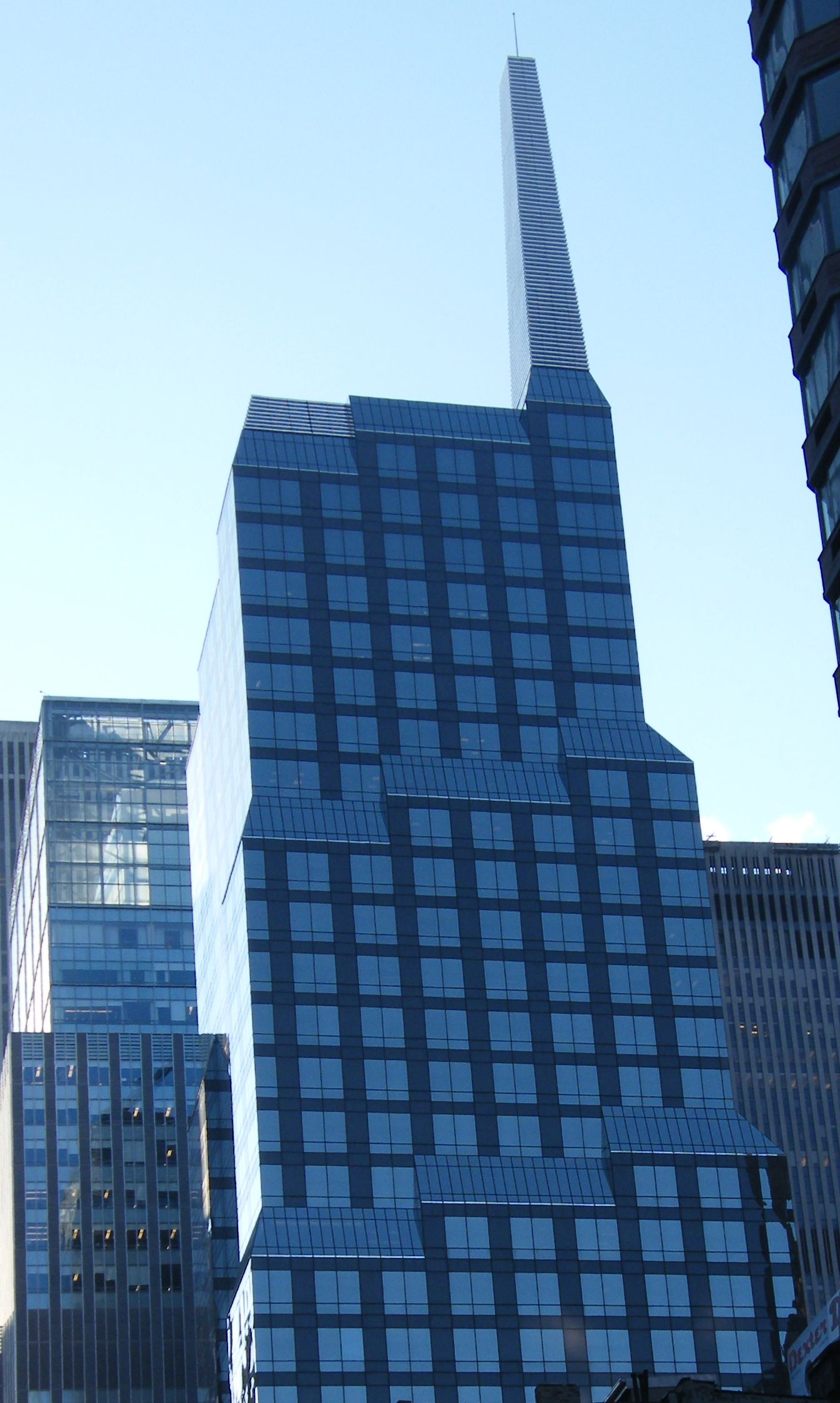

750 Seventh Avenue é um arranha-céus de 187 m de altura e 36 andares. Está situado em Midtown Manhattan, no borough de Manhattan, em Nova Iorque. O edifício foi finalizado em 1989.